# Prova nuclear
Un assaig o prova nuclear és la detonació d'una arma nuclear amb fins experimentals (determinar el rendiment d'una arma, els seus efectes destructius, etc.) O de desenvolupament d'armament nuclear, entre altres propòsits.
Algunes detonacions han tingut lloc amb fins pacífics. Per exemple, prop de 27 detonacions s'han realitzat per cavar pous o construir canals o ports artificials, o bé per extreure combustible o gas subterrani. D'altra banda, la detonació més potent de la història, la "Bomba del Tsar" es realitzà amb objectius purament científics, ja que una arma de tal mida i potència seria molt difícil d'utilitzar contra l'enemic, a causa, entre altres raons, de la necessitat d'utilitzar un bombarder modificat.

## Tipus d'assaig nuclear

Tipus de prova nuclear: 1. atmosfèrica, 2. subterrània, 3. estratosfèrica, i 4. submarina.

Els assaigs nuclears es classifiquen com atmosfèrics (quan l'explosió té lloc dins de l'atmosfera), estratosfèrics (en què l'arma nuclear usualment és transportada en un coet), subterranis i submarins. Els atmosfèrics produeixen una contaminació major, mentre en els altres tipus la pluja radioactiva és més limitada. Les proves estratosfèriques poden generar un pols electromagnètic. Així mateix, els assaigs nuclears es poden realitzar mitjançant llançaments des d'aeronaus ("airdrop"), o bé situant l'arma nuclear al cim d'una torre, en un contenidor impermeable sota l'aigua, a sobre d'una embarcació, sota terra, o en l'espai exterior mitjançant l'ús d'un gran míssil (assaig nuclear de gran altitud).

## Història
La primera bomba atòmica fou detonada per Estats Units el 16 de juny de 1945, amb un rendiment equivalent a 20 quilotones (KT). Aquest assaig, realitzat dins el Projecte Manhattan, tenia com a objectiu provar la viabilitat de la bomba de fissió nuclear, utilitzada més tard contra Japó. La primera bomba d'hidrogen, nom codi "Mike", fou provada a l'atol d'Enewetak a les Illes Marshall, en 1 de novembre de 1952, també per Estats Units. La detonació nuclear més poderosa de la història fou realitzada per la Unió Soviètica: la "Bomba del Tsar", o "Tsar Bomba", amb un rendiment d'aproximadament 50 megatones (MT).
En 1963, el 5 d'agost, se signa un tractat per a limitar la quantitat d'assaigs nuclears. El tractat permet únicament proves subterrànies, encara que les detonacions atmosfèriques continuaren. França continuà les seves proves nuclears atmosfèriques fins a 1974, mentre Xina continuà fins a 1980. L'última detonació nuclear realitzada pels Estats Units (subterrània) tingué lloc a 1992, la Unió Soviètica continuà fins a 1990, el Regne Unit fins a 1991, i França i la Xina fins a 1996. Posteriorment, només Índia i el Pakistan, que no formen part de l'acord de prohibició d'assaigs nuclears, detonaren bombes atòmiques fins al 1998. Recentment Corea del Nord realitzà un assaig nuclear el 25 de maig de 2009.
En general, la pluja radioactiva no ha causat greus conseqüències als éssers humans, a excepció de les bombes llançades contra Hiroshima i Nagasaki i la prova Castle Bravo. Després d'aquests dos atacs nuclears, es realitzaren dues detonacions durant l'Operació Crossroads (on s'utilitzaren prop del 20% de l'arsenal d'armes nuclears de l'època) que tingué lloc a l'atol de Bikini. Estats Units realitzà un total de sis detonacions abans que la Unió Soviètica detonés la seva primera bomba nuclear, Joe-1, el 29 d'agost de 1949.
Mentre els nord-americans realitzen les seves proves a la zona de Proves de Nevada i en les Illes Marshall, els soviètics efectuaren les proves principalment al Kazakhstan. Durant la Guerra Freda tingueren lloc la gran majoria de detonacions nuclears. Durant l'explosió termonuclear Castle Bravo, realitzada a les Illes Marshall el 1954, es materialitzà una pluja radioactiva, la qual cosa causà la contaminació de milers de quilòmetres d'oceans i illes deshabitades. Es tractava d'un nou disseny de bomba termonuclear, però el rendiment de l'arma (de 15 MT) fou del doble del projectat. La radiació afectà també a illes habitades, on, encara que s'evacuà la població, es registrà una llarga exposició a la pluja radioactiva, i possiblement amb el temps augmentaren els casos de càncer en els habitants d'aquesta zona del Pacífic. Així mateix, la radiació afectà la tripulació d'un vaixell pesquer japonès que es trobava a la rodalia.

## Proves nuclears per països
S'han realitzat més de 2.000 detonacions nuclears, inclosos els dos atacs nuclears que corresponen als únics usos d'armes nuclears contra població civil.
- Estats Units ha realitzat, entre el 16 de juliol de 1945 i el 23 de setembre de 1992, un total de 1.054 proves nuclears i dos atacs nuclears. La major part tingué lloc a l'Emplaçament de Proves de Nevada ia les Illes Marshall, així com en altres deu llocs, que inclou Alaska, Colorado, Mississipi i Nou Mèxic.[1]

- La Unió Soviètica realitzà entre 715 i 969 detonacions, la major part a Semipalàtinsk i a Nova Terra, i en diversos altres llocs a Rússia, el Kazakhstan, el Turkmenistan i Ucraïna.[2]
- França ha efectuat 210 detonacions, principalment a Reggane i Ekker a Algèria, i en Fangataufa i Mururoa a la Polinèsia francesa.[3]

- Gran Bretanya realitzà 45 explosions nuclears (21 en territori australià, incloent nou al sud d'Austràlia, en Maralinga i Emu Field, a més de detonacions realitzades conjuntament amb els Estats Units).[4]

- Xina realitzà 45 detonacions (23 atmosfèriques i 22 subterrànies, totes elles efectuades en Lop Nur, en Malan, Xinjiang).[5]

- Corea del Nord ha realitzat 2 proves subterrànies en el seu territori nacional.

- Índia ha fet 5 o 6 detonacions, en Pokhran.[6]

- Pakistan, finalment realitzà entre 3 i 6 detonacions, al districte de Chagai i al districte de Kharan.[7]

- Corea del Nord realitzà dos assaigs un el 2006 i uns altra el 2009.[8]